# Dario Bijelić
Dario Bijelić (* 18. Mai 2004 in Salzburg) ist ein kroatisch-österreichischer Fußballspieler.

## Karriere

### Verein
Bijelić begann seine Karriere beim FC Liefering, dem Farmteam des FC Red Bull Salzburg. In der Saison 2016/17 spielte in der Jugend von Red Bull Salzburg, zur Saison 2018/19 kam er schließlich in die Akademie der Salzburger, in der er fortan sämtliche Altersstufen durchlief.
Im Februar 2022 debütierte der Defensivspieler für Liefering in der 2. Liga, als er am 17. Spieltag der Saison 2021/22 gegen den SKN St. Pölten in der Startelf stand. Insgesamt kam er zu zwölf Zweitligaeinsätzen für das Team. Nach der Saison 2022/23 verließ er Salzburg.  Nach einem Jahr ohne Klub wechselte er zur Saison 2024/25 zum viertklassigen FC Puch. Für Puch kam er in jener Saison zu 28 Einsätzen in der Salzburger Liga.
Zur Saison 2025/26 wechselte er zu Zweitligist SV Austria Salzburg.

### Nationalmannschaft
Bijelić spielte im Juni 2021 erstmals für die kroatische U-18-Auswahl. Im September 2021 kam er erstmals im U-19-Team zum Einsatz.